# عبدالاله الزهرانی
عبدالاله الزهرانی (عربی: عبد الإله الزهراني؛ زادهٔ ۲۱ ژوئیهٔ ۱۹۸۶) بازیکن فوتبال اهل عربستان سعودی است.
از باشگاه‌هایی که در آن بازی کرده‌است می‌توان به باشگاه فوتبال الانصار عربستان سعودی اشاره کرد.